# 津軽涙唄
「津軽涙唄」（つがるなみだうた）は、1982年にリリースされた三橋美智也のシングル。

## 解説
B面の「北の別れ唄」とともに同年のアルバム「ふるさと絶唱」にも収録されている。

## 収録曲
1. 津軽涙唄
  - 作詞:矢野亮／作曲:船村徹／編曲:丸山雅仁
2. 北の別れ唄
  - 作詞:横井弘／作曲:船村徹／編曲:丸山雅仁

| スタブアイコン | サブスタブ | この項目は、まだ閲覧者の調べものの参照としては役立たない、シングルに関連した書きかけの項目です。この項目を加筆・訂正などしてくださる協力者を求めています（P:音楽/PJ:楽曲）。 |